# Juan Corona
Juan Corona Bernabeu (Río de Janeiro, Estado de Río de Janeiro, Brasil - Venezuela, 1975) fue un actor, guionista y cineasta que desarrolló su actividad en Argentina inicialmente y en Venezuela después. Era hijo del actor de varietés y de circo de su mismo nombre (que debutó en la década de 1900 y actuó junto a Conchita Piquer y Carlos Gardel), padre de los actores venezolanos Koke Corona y Alejandro Corona (este, su primogénito, nació en Chile), y hermano de la también actriz Margarita Corona.

## Carrera profesional
Se inició en cine en Veinte años y una noche (1940) y trabajó en varias producciones del sello Lumiton. El director Carlos Christensen lo dirigió en El canto del cisne (1945), La trampa (1949), Las seis suegras de Barba Azul (1945) y en La muerte camina en la lluvia (1948), destacándose en especial en esta última producción en el papel del Dr. Lamas. Posteriormente, Corona fue uno de los actores que el director llevó con él a Venezuela, país donde lo dirigió en dos filmes: El demonio es un ángel (1949) y La balandra Isabel llegó esta tarde (1950). Corona se radicó en Venezuela y continuó trabajando allí como actor, guionista y director y falleció en ese país en 1975.

## Filmografía[2]
Actor
- Igualito a su papá (1957)
- Alma liberada (1951)
- La balandra Isabel llegó esta tarde (1950) dir. Carlos Christensen (Venezuela)
- Hombres a precio (1950)
- El demonio es un ángel (1949) dir. Carlos Christensen (Venezuela)
- La trampa (1949) dir. Carlos Christensen... Dr. Vargas
- Yo no elegí mi vida (1949) …Gómez
- Ángeles de uniforme (1949)
- La muerte camina en la lluvia (1948) dir. Carlos Christensen.... Lamas
- Yo vendo unos ojos negros (1948)
- El último guapo (1947)
- El diamante del Maharajá (1946)
- La dama de la muerte (1946) dir. Carlos Christensen (Chile)
- Las seis suegras de Barba Azul (1945) dir. Carlos Christensen ...Espartaco
- La señora de Pérez se divorcia (1945)
- El canto del cisne (1945) dir. Carlos Christensen.... Doctor Menéndez
- Veinte años y una noche (1940)

Guionista
- Camino de la verdad (1968)
- Yo quiero una mujer así (1951) (Venezuela)
- ¿Por qué mintió la cigüeña?  (1949)
- Yo vendo unos ojos negros (1948)

Director
- El pequeño milagro (1964)
- Igualito a su papá (1957)
- Detrás de la noche (1950)
- Un sueño nada más (1949)

## Televisión
- Bárbara (1971) Serie .... José